# Rio Salas
O Salas ou Sales é um rio internacional que nasce em Espanha na vertente norte da Serra do Larouco, no concelho galego de Baltar. Atravessa o território do antigo Couto Misto e o extremo norte da freguesia raiana de Tourém (Montalegre). O antigo castelo da Piconha vigiava o vale do Salas. Desagua no Lima, ainda em Espanha, junto da povoação galega de Lobios.

## Afluentes
- Ribeiro de Barjas (esq.)

## Barragens no rio Salas
- Barragem de Salas (em território espanhol)